# Thomas Bray (Theologe)
Thomas Bray (* 1656/58; † 15. Februar 1730) war ein englischer Geistlicher und Abolitionist, der beim Aufbau der Church of England in Maryland beteiligt war und die Society for the Propagation of Christian Knowledge und Society for the Propagation of the Gospel in Foreign Parts mitbegründete.

## Leben

### Jugend
Thomas Bray wurde 1656 oder 1658 in Marton (Marton Crest), in der damaligen Gemeinde Chirbury, Shropshire, in einem Haus geboren, das heute als Bray's Tenement bekannt ist und der Familie Nicholls gehört. Er erhielt seine Ausbildung an der Oswestry School und der Oxford University, wo er 1678 am All Souls College einen B.A. und in Hart Hall 1693 einen M.A. erwarb. Er vollendete auch die Arbeiten für einen Bachelor of Divinity und einen Doctor of Divinity am Magdalen College (17. Dezember 1696) auf Anweisung des Gouverneurs von Maryland, hatte aber nicht genügend Mittel, um die geforderten Gebühren zu bezahlen.

### Dienst
Nach Graduierung und Ordination kehrte Bray in die Midlands zurück und wirkte als Curate (Hilfspfarrer) in Bridgnorth, bevor er Chaplain (Kaplan) der Familie von Sir Thomas Price in Warwickshire wurde. Price verschaffte Bray auch eine Stelle in Lea Marston, wo sein Eifer und seine Bücherei die Aufmerksamkeit eines benachbarten Vicars, John Kettlewell aus Coleshill erregten. Kettlewell machte Bray darauf aufmerksam, dass die Armut der Landpfarrer dazu führe, dass sie keine theologischen Bücher lesen konnten und dadurch Unwissenheit und Hoffnungslosigkeit verbreitet würden. Kettlewell machte Bray auch mit Sir Charles Holt und
Simon Digby, 4. Baron Digby, bekannt, dessen Bruder Bray zum Vicar von Over Whitacre machte und 1690 zum Rektor von St Giles' Church, Sheldon. Neben seinen Pfarramtlichen Aufgaben in Shelden verfasste Bray den ersten Band seiner Catechetical Lectures. Er widmete diesen dem Bischof von Lichfield, William Lloyd.
Das Buch verkaufte sich gut und zog die Aufmerksamkeit von Henry Compton, Bischof von London auf sich. 1696 ernannte Compton Bray zu seinem Kommissar für die Organisation der Church of England in der Colony of Maryland. Protestantische Rebellen hatten den katholischen „Proprietary Governor“ Charles Calvert, 3. Baron Baltimore in der Protestant Revolution abgesetzt und 1689 (dem Jahr nach der Glorious Revolution in England) schaffte die Britische Krone die Funktion des „Proprietor Governor“ ab und übernahm selbst die widerspenstige Kolonie. In Maryland gab es bereits zahlreiche Parochien der Church of England und man hatte einen „experienced, unexceptionable priest“ (erfahrenen, einwandfreien Priester) gesucht, um diese zu visitieren. Eine Neuordnung erforderte jedoch sowohl königliche Autorisation, als auch zusätzliche Priester. Bray wusste, dass die Kleriker, die bereit waren Stellungen in Übersee anzutreten, oft zu den ärmsten gehörten und dass diese nur selten in der Lage waren theologische Literatur zu erwerben. So machte er seinen Antritt auf der Stelle davon abhängig, dass er Mittel bekäme, um die Parochien mit Büchern zu versorgen. Und diese edukative Mission wurde bald darauf als Society for Promoting Christian Knowledge auf die Pfarreien (deanery) in England und Wales ausgeweitet (Gründung im März 1698). Währenddessen war der Erbe des 3. Baron Baltimore, Benedict Calvert, 4. Baron Baltimore aufgrund seines Glaubens nach Frankreich geflohen, erhielt jedoch 1698 eine königliche Lizenz zur Rückkehr nach England.
England widersprach der Ernennung eines Kommissars, wodurch Brays Reise nach Maryland verzögert wurde und eine „resubmission of the act for His Majesty’s assent“ (Neueingabe des Erlasses zur Zustimmung beim König) erforderlich wurde. Erst 1699 segelte Bray nach Maryland mit zwei angeworbenen Priestern. Er begann seine Bibliotheksarbeit durch die Einrichtung von Bibliotheken in den Hafenstädten Gravesend, Deal und Plymouth in England noch vor der Abfahrt. Als Bray Maryland im folgenden Jahr wieder verließ, hatte er die zehn Counties der Kolonie in 30 Anglican parishes in the Province of Maryland eingeteilt und siebzehn Pfarrbibliotheken eingerichtet. Eine davon, in der Kolonie-Hauptstadt Annapolis wurde zum Teil finanziert durch 400 silver pounds die von Anna von Dänemark gespendet worden waren. Insgesamt wurden dafür 1500₤ Aufgewandt, die von wohlhabenden Förderern aufgebracht wurden, unter anderem zwei Erzbischöfen und fünf Bischöfen. Bray legte großen Wert auf Mission in den Kolonien, vor allem unter Sklaven und Indianern. Aber er verließ die Kolonie sehr bald wieder, nachdem er die Einteilung der Church of England in der Kolonie durch einen Act of the Assembly 1700 vollzogen hatte. Er kehrte zurück nach England, weil die Quäker in der Kolonie Lobbyisten in England hatten und darum rangen, ein Veto zu diesem Erlass zu erwirken, was vorher bereits zweimal erfolgreich gewesen war.
Nach der Rückkehr nach England veröffentlichte Bray 1701 eine erweiterte Ausgabe seines Katechismus und einen Bericht über die Church of England in Nordamerika, in dem er die Argumente der Quäker gegen eine Organisation der Kirche in der Kolonie widerlegte. Bray erreichte jedoch nicht, dass ein Bischof eingesetzt wurde. Aber er sorgte dafür, dass ein königlicher Erlass für die Society for the Propagation of the Gospel in Foreign Parts zustande kam.
Sein Plan, in England und Amerika Parish Libraries einzurichten, hatte Erfolg: zu Lebzeiten wurden 80 Bibliotheken in England und Wales eingerichtet und 1709 ein königlicher Erlass verabschiedet, die Bibliotheken zu erhalten, sowie 39 Bibliotheken in den Kolonien gegründet. Bray hatte die Vision, dass jede Parochie in Amerika eine eigene Bibliothek haben sollte:

„Um Bücher zu erwerben für diese Bibliotheken, müssen Anfragen an die gelehrten Autoren gerichtet werden, die jetzt leben, dass sie Exemplare ihrer Bücher geben, und an andere, vor allem an Handelsleute der überseeischen Plantations, dass sie Geld geben, worüber dann ein voller Bericht veröffentlicht werden soll."“

Diese Bibliotheken sollten dazu dienen, die Anglikanische Kirche in den Kolonien zu verbreiten, weshalb sie vor allem aus theologischen Büchern zusammengesetzt waren – ein hohes Ziel zu einer Zeit, in der sich die anderen öffentlichen Bibliotheken in den Kolonien auf eine kleine Zahl von Universitäten beschränkten.
1706 nahm Bray die Stelle des Rektors von St Botolph’s Aldgate an, eine Position, die er vor seiner Reise nach Maryland ausgeschlagen hatte. Die letzten Lebensjahrzehnte verbrachte er im Dienst in dieser Londoner Parochie und engagierte sich in weiteren philanthropischen und literarischen Aktivitäten, bis zu seinem Tod im Februar 1730. Besucher waren vor allem von seinem Katechismusunterricht für benachteiligte Kinder beeindruckt, den er bis ins hohe Alter abhielt, und seiner Arbeit unter Gefangenen des Newgate-Gefängnis. Dort hielt er wöchentliche „beef and beer dinners“ ab und machte auch Vorschläge zur Gefängnisreform. Seine letzte Veröffentlichung war ein Gedenkbuch für John Rawlet aus Newcastle, einen Freund von John Kettlewell.

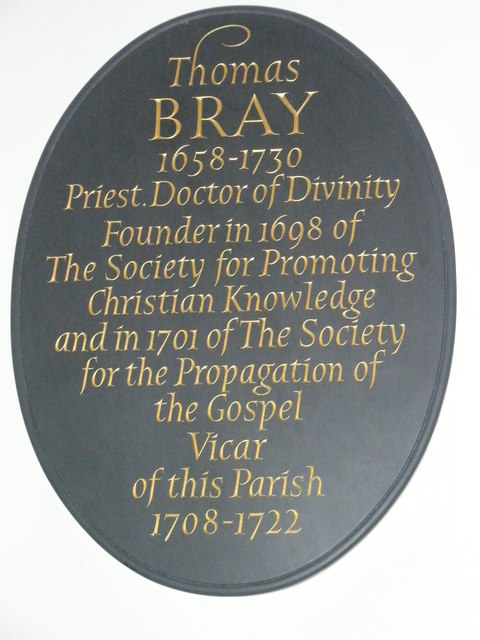
Gedenkplakette in St Botolph's, Aldgate.

1723 wurde Bray schwer krank und sorgte sich, dass seine Evangelisationsarbeit aufhören könnte. Er bildete eine Gruppe von Associates, die die Arbeit fortführen sollten. Die Gruppe bekam bald nach seinem Tod eine Verfassung (chancery charter) und veröffentlicht bis heute den jährlichen Bericht ihrer Aktivitäten.
Thomas Bray starb am 15. Februar und wurde zwei Tage später auf dem Churchyard von St. Botolph begraben.

## Vermächtnis
Im Andenken an Bray stellte St. Botolph eine Gedenktafel. 1901 wurde eine Gedenktafel in Chirbury enthüllt. Ein Zeitgenosse beschrieb ihn als einen „Großen Kleinen Mann“ Brays Mitgefühl für arme Schuldner und ein Plan, wodurch es ihnen ermöglicht werden sollte, nach Übersee auszuwandern und ihre Lebenssituation zu verbessern, erregte das Interesse von General James Oglethorpe, der zwei Jahre nach Brays Tod die royal Charter erhielt, eine Kolonie in Georgia zu gründen. Die Episcopal Church, die von Brays Gesellschaft 50 Bibliotheken erhielt (17 davon in Maryland, Episcopal Diocese of Easton), gedenkt Bray mit einem Gedenktag in ihrem Heiligenkalender an seinem Todestag, dem 15. Februar. Die Special Collections Division der University of Maryland bewahrt einen Großteil seiner Korrespondenz mit Beamten von Maryland und die Diocese of Easton hat ihr Verwaltungsgebäude nach Bray benannt.

## Familie
Bray hatte eine Frau und zwei Kinder, als er die Stelle an St. Botolph annahm.

## Werke
- Bibliotheca parochialis or a scheme of such theological heads, 1697
- Apostolick charity. 1698
- Essay towards promoting all necessary and useful knowledge both divine and human, in all the parts of His Majesty's dominions, both at home and abroad. 1697
- Proposals for the encouragement and promoting of religion. ca. 1695
- The acts of Dr Bray's visitation. 1700
- A course of lectures